# مسجد الحاج رؤوف
مسجد الحاج رؤوف من مساجد العراق التراثية القديمة، وشيد وبني في عهد الدولة العثمانية، ويقع في جانب الكرخ من مدينة بغداد، في منطقة سوق الجديد في شارع حيفا، وهو من معالم بغداد التاريخية، والمسجد مستلم من قبل ديوان الوقف السني في العراق وحالتهُ مضبوطة.
ولقد عمرهُ وجدد بناؤهُ السيد أحمد وصفي سلمان في عام 1378هـ/ 1958م. وتقام فيهِ حالياً الصلوات الخمسة المكتوبة.